# Bataille d'Ellendun
La bataille d'Ellendun, ou bataille de Wroughton, se déroule en 825 près de Wroughton, dans le Wiltshire. Elle oppose deux rois anglo-saxons : Beornwulf de Mercie et Ecgberht de Wessex. La victoire du second lui permet de prendre le contrôle des royaumes du sud-est de l'Angleterre jusqu'alors soumis à l'autorité de la Mercie.

## Étymologie
Le toponyme Ellendun est composé des éléments vieil-anglais ellen « sureau » et dun « colline » (down en anglais moderne).

## Contexte
Durant la majeure partie du VIIIe siècle, le royaume de Mercie, qui occupe les Midlands, étend son autorité sur les petits royaumes du sud-est de l'Angleterre : le Kent, le Sussex, l'Essex et l'Est-Anglie. Le Wessex est le seul royaume du sud de l'Angleterre à conserver son autonomie vis-à-vis de la Mercie. L'hégémonie mercienne vacille à la mort du roi Offa (757-796), mais son successeur Cenwulf (796-821) parvient à la rétablir. Son frère Ceolwulf Ier ne règne que deux ans (821-823) avant d'être déposé au profit de Beornwulf, d'ascendance inconnue.

## Déroulement
La Chronique anglo-saxonne ne rapporte la bataille que de manière très laconique :

« Et la même année, le roi Ecgberht et le roi Beornwulf s'affrontèrent à Ellendun, et Ecgberht remporta la victoire ; et un grand massacre eut lieu. »

La traduction latine de la Chronique réalisée par Æthelweard apporte une information supplémentaire : elle indique que Hun, l'ealdorman du Somerset, trouve la mort lors de cet affrontement.
Le site de la bataille suggère qu'il s'agit d'une tentative d'invasion mercienne du Wessex qui a échoué.

## Conséquences
Ellendun marque la fin de la suprématie mercienne sur le sud de l'Angleterre et le début de celle du Wessex. Après la bataille, Ecgberht envoie son fils Æthelwulf, l'évêque Eahlstan et l'ealdorman Wulfheard à la conquête du Kent. Il en chassent le roi Baldred, peut-être un membre de la famille de Beornwulf. Les habitants du Sussex, du Surrey et de l'Essex se soumettent à l'autorité d'Ecgberht et constituent par la suite un sous-royaume du Wessex confié à Æthelwulf, tandis que l'Est-Anglie se révolte contre la tutelle mercienne. Beornwulf est tué avant la fin de l'année 825 en tentant de mater cette rébellion.